# 1234 w polityce

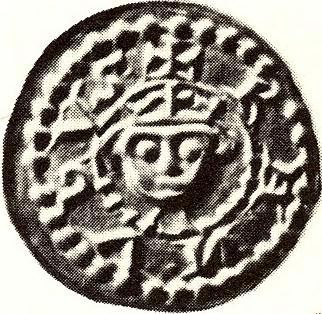
Kanut II, zwany Długim, król Szwecji

Wydarzenia polityczne w 1234 roku.

## Wydarzenia
- Tybald IV (hrabia Szampanii) został królem Nawarry[1][2].
- Henryk I Brodaty zajął Wielkopolskę po rzekę Wartę[3].

## Urodzili się
- Konrad z Ascoli, franciszkanin, błogosławiony Kościoła katolickiego[4].

## Zmarli
- 19 lipca Floris IV, hrabia Holandii, ojciec Wilhelma, zwanego Papieskim Królem[5].
- Knut Długi, król Szwecji[6].
- Alan z Galloway, szkocki magnat[7].